# Heraldo de Castellón
El Heraldo de Castellón fue un periódico español editado en Castellón de la Plana entre 1924 y 1936.

## Historia
Fundado en 1888 por el liberal José Castelló y Tárrega, en sus primeros años ejerció como órgano de expresión de la facción «canalejista» del Partido Liberal en Castellón de la Plana. Posteriormente mantendría una línea editorial neutral e independiente, sin afiliarse a ningún partido. A lo largo de su existencia llegó a coexistir con otras publicaciones locales como República o el Diario de Castellón, convirtiéndose con los años en el decano de la prensa castellonense. 
Durante los años de la Segunda República fue el diario más leído de la provincia de Castellón. Tras el estallido de la Guerra civil, el 31 de agosto de 1936 fue incautado por el sindicato de obreros tipográficos. Continuaría editándose hasta 1938. Sus instalaciones serían incautadas por FET y de las JONS, tras la entrada del Ejército franquista en Castellón.